# Károly Kerényi
Károly (Carl, Karl) Kerényi (Pronunciación en húngaro: /[ˈkaːroj ˈkɛreːɲi]/; Timișoara, 19 de enero de 1897-Kilchberg, 14 de abril de 1973) fue un erudito húngaro en filología clásica y uno de los fundadores de los modernos estudios sobre mitología griega.

## Vida

### Hungría, 1897-1943
Károly Kerényi nació de padres alemanes étnicos húngaros. La familia de su padre era de ascendencia campesina suaba del Banato. El apellido original era Kinzig, el cual fue modificado. Kerényi aprendió alemán como lengua extranjera en la escuela, y la eligió como su lengua para el trabajo científico. Se identificó con la ciudad de Arad, donde asistió a la escuela secundaria, debido a su espíritu liberal como la ciudad de los trece mártires de la revolución húngara de 1848/1849. Se trasladó a estudiar Filología clásica en la Universidad de Budapest, donde apreció sobre todo la enseñanza del latinista Géza Némethy, así como del indogermanista Josef Schmidt.
Después de su graduación Kerényi viajó extensamente por la región del Mediterráneo y pasó algún tiempo como estudiante visitante en las universidades de Greifswald, Berlín y Heidelberg, aprendiendo de los profesores de Antigüedad y Filología clásica Eduard Norden, Ulrich von Wilamowitz-Moellendorff y Franz Boll. En 1919 Kerényi obtuvo su doctorado en Budapest con una tesis sobre Platón y Longino, investigaciones en historia literaria y estética clásica.

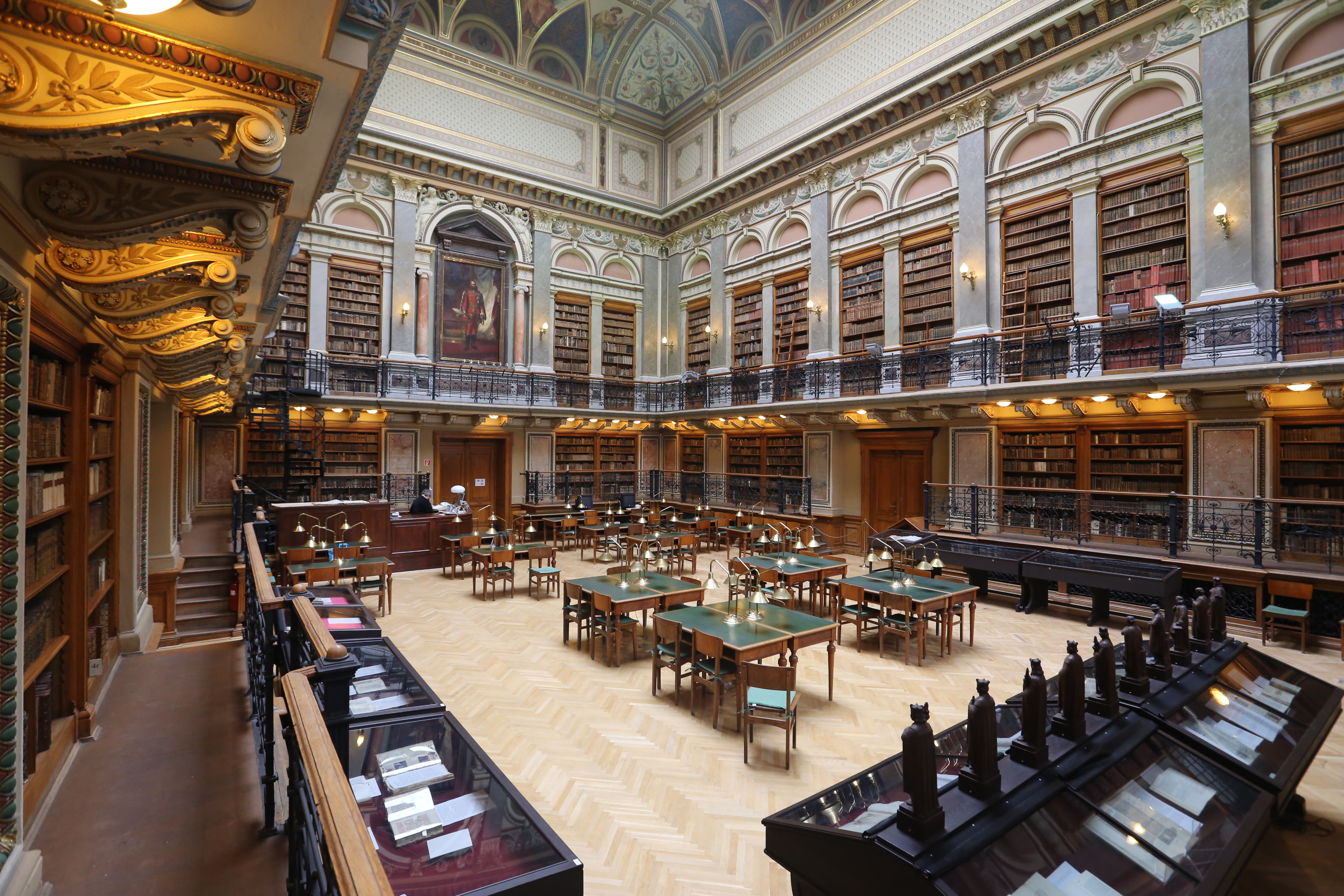
Biblioteca de la Universidad de Budapest.

Posteriormente fue profesor de enseñanza secundaria de griego y latín. Después de obtener su título de lectura postdoctoral (habilitación) en 1927, se le invitó en 1934 a convertirse en profesor de filología clásica e historia antigua (Griechische und Lateinische Philologie und Alte Geschichte) en la Universidad de Pécs. En Budapest continuó dando clases como docente privado sobre historia de las religiones, literatura clásica y mitología. Fueron sesiones semanales a las que asistieron numerosos intelectuales, debido a sus connotaciones liberales.
Después de que Hungría experimentara en 1940 un fuerte movimiento hacia la derecha política, el sistema universitario se reformó sometiéndose a la presión política. Los profesores que no se subordinaron se concentraron en la Universidad de Szeged. En consecuencia, Kerényi fue enviado allí en 1941 contra su voluntad, para enseñar Antigüedad clásica.
El primer ministro liberal y prooccidental Miklós Kállay intentó en 1943 revertir la política pronazi de los años anteriores. Comenzó a enviar a Europa a científicos liberales que ya se habían hecho un nombre, para mostrar que también existía una Hungría liberal y antifascista. Como parte de este impulso, el Ministerio de Asuntos Exteriores ofreció a Kerényi pasar un año en Suiza con estatuto diplomático. Aceptó con la condición de quedarse en el Tesino, a orillas del lago Mayor, en lugar de en la capital, Berna.
Cuando los alemanes entraron en Hungría en 1944 y, en consecuencia, se estableció un gobierno de facto, Kerényi entregó su pasaporte. Al igual que muchos húngaros que residían en Suiza en aquel momento con estatuto diplomático, se convirtió así de la noche a la mañana en un apátrida, un refugiado político.

### Suiza, 1943-1973

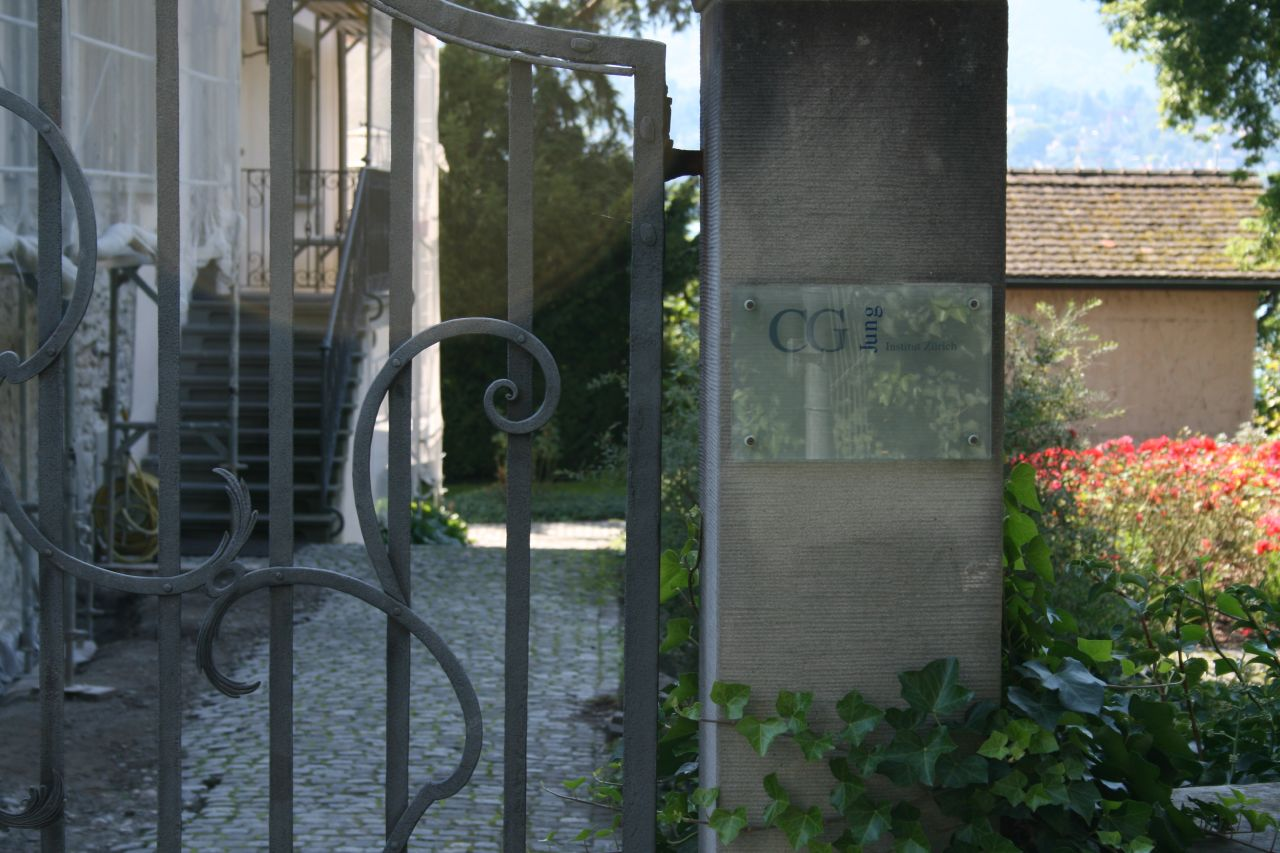
Acceso al Instituto C. G. Jung de Küsnacht, Zúrich.

Desde 1941, Károly Kerényi fue conferenciante en las lecturas Eranos en Ascona (Suiza), a las que había sido invitado por Carl Gustav Jung. A este contacto regular con el psicólogo suizo se debió en un primer momento la conexión de Kerényi con Suiza, que finalmente le llevó a establecerse de forma permanente en el cantón de habla italiana de Tesino. Durante 1946/47 Kerényi disertó sobre lengua y literatura húngara en la Universidad de Basilea. En 1947 viajó a Hungría para dar su discurso de inauguración en la Academia de Ciencias de Hungría, con la intención de contribuir al desarrollo democrático de Hungría. Sin embargo, debido a las advertencias del inminente derrocamiento comunista bajo Mátyás Rákosi, Kerényi dio la vuelta de inmediato y dejó Budapest de nuevo. Durante la dictadura estalinista siguiente fue desacreditado y censurado por la propaganda política de Georg Lukács, el ideólogo comunista dominante. Le retiraron su título académico, que no fue restaurado hasta 1989, póstumamente.
En Suiza Károly Kerényi escribió y publicó entre 1945 y 1968 el cuerpo sustancial de su obra. Pese a su condición de académico forastero, adquirió en esa época una gran influencia como uno de los últimos representantes de la gran tradición de eruditos humanistas de la Antigüedad. En el transcurso de dos décadas, desde 1934 a 1955, Kerényi mantuvo una activa correspondencia con el escritor alemán Thomas Mann sobre muchos temas, incluida la mitología, la religión, el humanismo y la psicología. Desde su emigración, Kerényi desempeñó además cargos como profesor visitante en varias universidades, incluyendo Bonn (1955-1956), Oslo y Roma (1960), Zúrich (1961) y Génova (1964). Entre 1960 y 1971 impartió conferencias anuales en el Instituto de Filosofía de la Universidad La Sapienza de Roma. Desde 1948 hasta 1966 Kerényi fue cofundador y director de investigación en el Instituto C. G. Jung de Küsnacht, Zúrich, donde impartió conferencias sobre mitología hasta 1962. Durante estos años vivió cerca del Monte Verità, en Ascona. En 1962 recibió la ciudadanía suiza.
Károly Kerényi murió el 14 de abril de 1973 en Kilchberg, Zúrich, y está enterrado en el cementerio de Ascona. Su segunda esposa, Magda Kerényi, dedicó su vida posterior a la conservación y promoción del legado de Kerényi. Desde su muerte en 2004 toda la documentación de la vida de Kerényi (fotos, correspondencia, manuscritos, etc.) que no había sido destruida en Budapest durante la guerra, está archivada y accesible en el Archivo Alemán de Literatura en Marbach (cerca de Stuttgart). Su amplia biblioteca y el legado de Magda Kerényi se encuentran en la Universidad de Pécs, donde también una calle lleva su nombre.

## Trabajo científico y cuerpo filosófico

### Fundación filológica

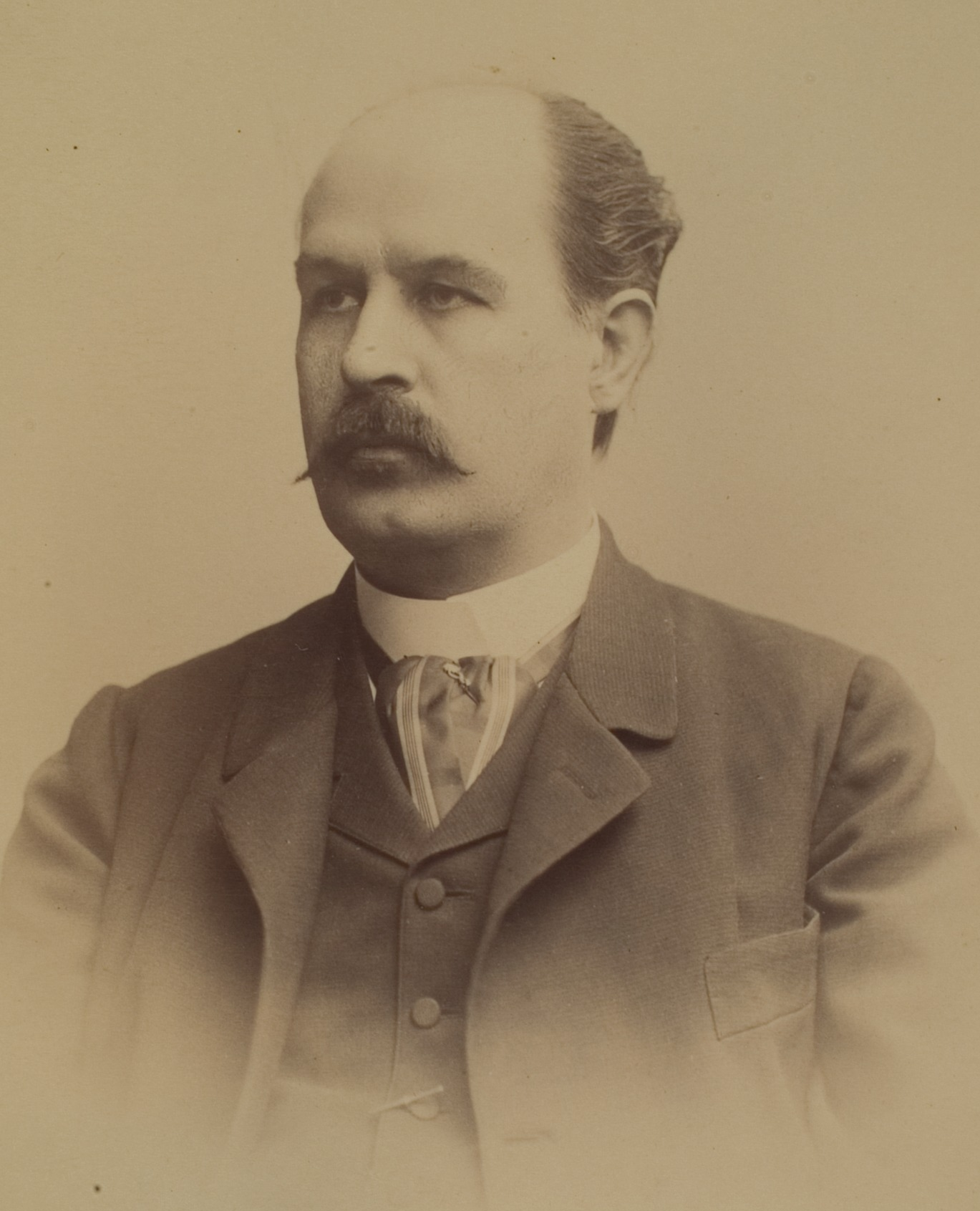
Erwin Rohde.

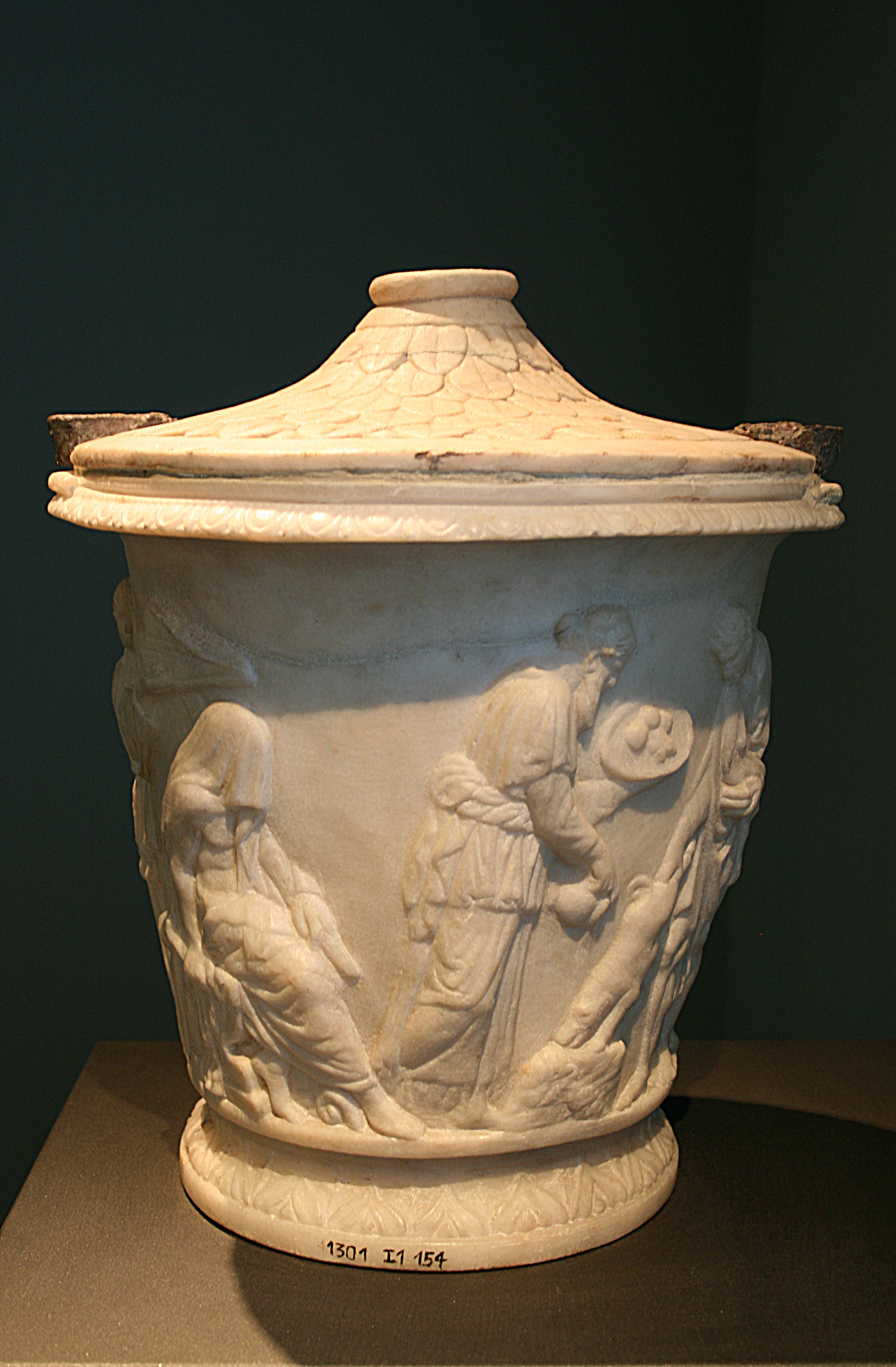
Imagen incluida en Eleusis. Imagen arquetípica de la madre y la hija.

En los primeros años influyeron sobre todo en Károly Kerényi filósofos como Schopenhauer, Bachofen y Nietzsche, poetas como Hölderlin y Rilke, y eruditos como Wilhelm von Humboldt. Cuando realizó sus estudios de filología clásica, Ulrich von Wilamowitz-Moellendorff era el filólogo más influyente. Sin embargo, Kerényi se interesó más por la línea de pensamiento sobre la literatura de ficción en la Antigüedad de Erwin Rohde. Esto se aprecia en su primer libro, Die griechisch-orientalische Romanliteratur in religionsgeschichtlicher Beleuchtung. Ein Versuch (Las novelas greco-orientales a la luz de la historia de las religiones), con el que obtuvo su cualificación postdoctoral.
Poco después, en 1929, Kerényi se cansó de la línea académica oficial de la filología. Vio cada vez más el objetivo de la filología en el análisis de los registros escritos de la Antigüedad como una representación crítica de la vida real, al igual que la arqueología se dedica al registro de la Antigüedad a través de restos tangibles. Los primeros pasos lejos de la línea oficial fueron sus primeros libros Apollon (una colección de ensayos) y Die Religion antike (La religión en la Antigüedad). A lo largo de su vida, Kerényi exploró cada sitio clásico de todo el Mediterráneo y en 1929 conocería en Grecia por primera vez a Walter F. Otto, que le influiría profundamente más tarde. Otto inspiró a Kerényi a focalizar el elemento religioso de la vida humana en la Antigüedad como el elemento central, combinando así el enfoque histórico con el teológico. Esta orientación se aprecia claramente en sus trabajos Mythologie der Griechen (La mitología de los griegos) y Mysterien der Eleusis (Eleusis. Imagen arquetípica de la madre y la hija).

### Disociación de Wilamowitz e idea demito

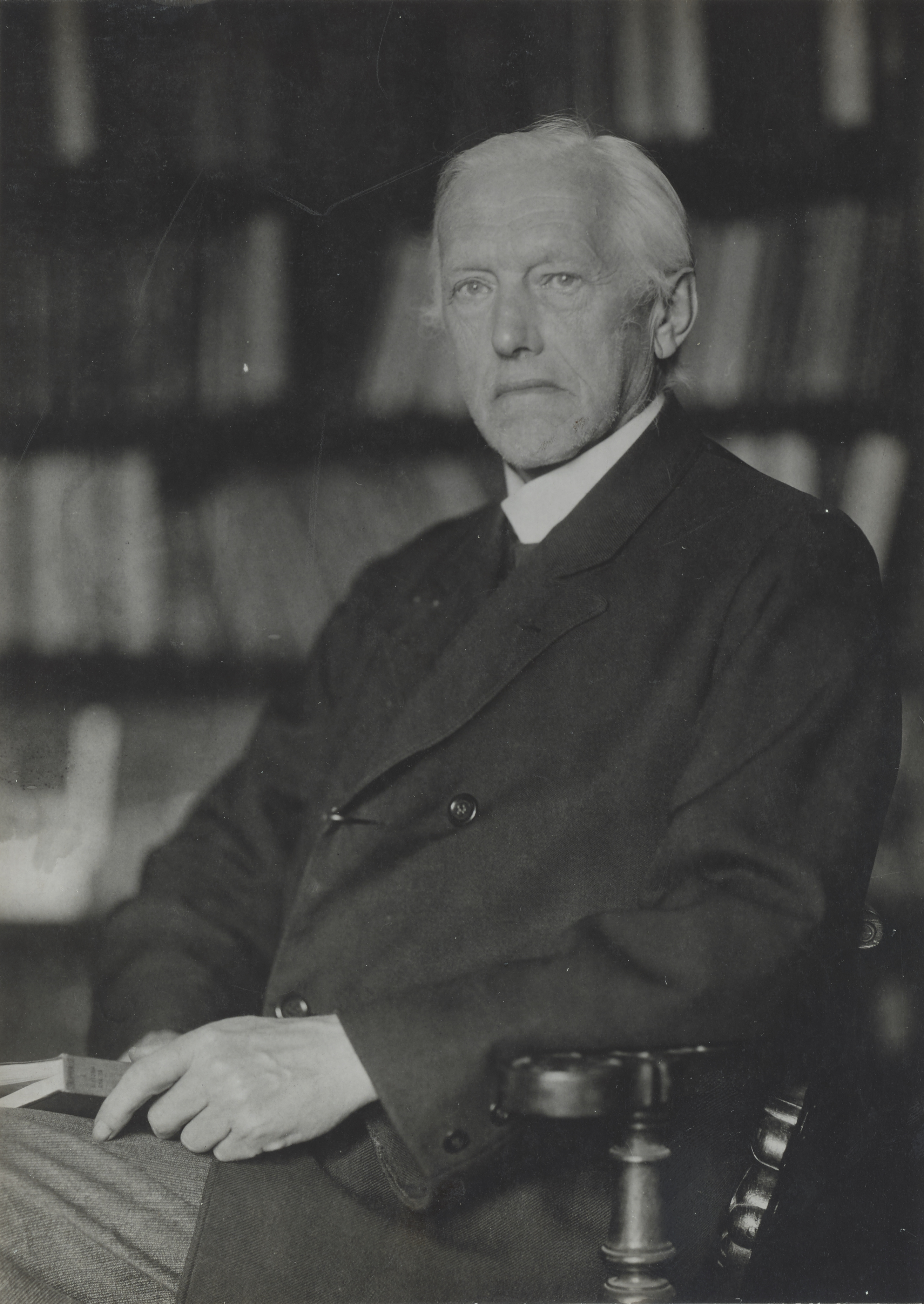
Ulrich von Wilamowitz-Moellendorff.

A partir de entonces Károly Kerényi comenzó conscientemente a distanciarse de la filología impartida por Wilamowitz. Kerényi veía en el enfoque de Wilamowitz un autoritarismo que propició la aparición de nacionalsocialismo en Alemania, algo que no podía apoyar éticamente. Por tanto, Kerényi desarrolló una posición cada vez más hostil hacia la idea alemana de mito, que fue utilizada como referencia por la Alemania nazi. Ya en 1934, expresó un perspicaz horror ante la radicalización de los acontecimientos en Alemania. Se convirtió en un objetivo continuo de Kerényi el establecer una idea liberal y humana-psicológica del mito de la que no pudiera abusar la ideología nacionalista. Esto también influyó en su posición con respecto a varios de sus mentores científicos. Con respecto a Wilamowitz el distanciamiento fue más pronunciado, pero más tarde Kerényi también comenzó a desvincularse de aquellos aspectos en la concepción del mito de Otto y Mann que vio reflejados en el nacionalismo alemán.

### Expansión psicológica de la mitología

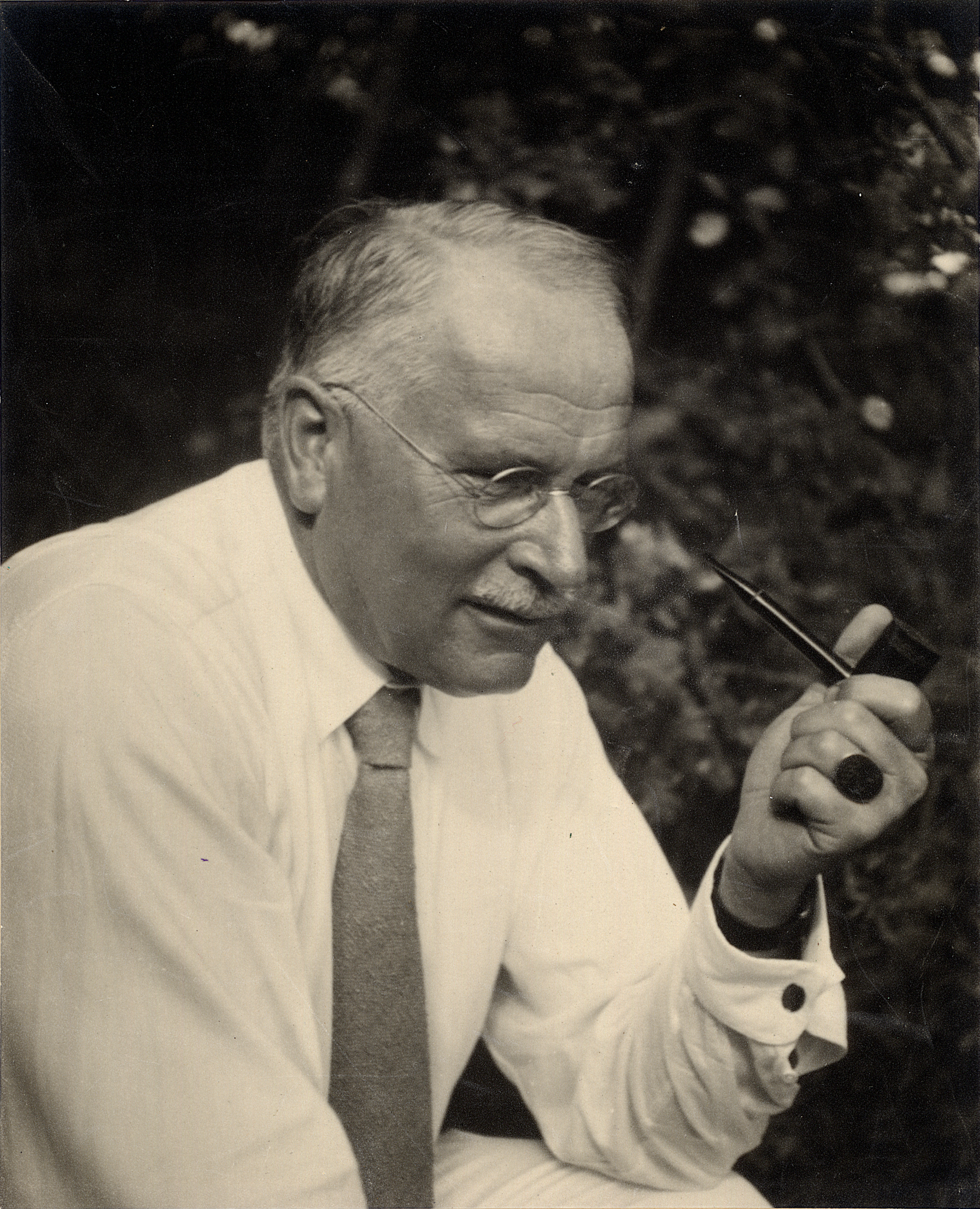
Carl Gustav Jung.

La interpretación científica de las figuras de la mitología griega como arquetipos de alma humana de Károly Kerényi estaba en consonancia con el enfoque del psicólogo suizo Carl Gustav Jung. Junto con Jung, trató de establecer la mitología como una ciencia por derecho propio. Jung alude a Kerényi:

La riqueza de las relaciones establecidas por él entre la psicología y la mitología griega era de tal magnitud que la fertilización recíproca de ambas ramas de la ciencia ya no podía ser puesta en duda por más tiempo.

Kerényi escribió en colaboración con Jung los estudios Das göttliche Kind in mythologischer und psychologischer Beleuchtung (El niño divino a la luz de la mitología y la psicología) y Das göttliche Mädchen (La doncella divina), que fueron publicados juntos en 1941 bajo el título Einführung in das Wesen der Mythologie (Introducción a la esencia de la mitología).
Kerényi vio la teoría de la religión como un asunto humano y humanista, lo que aquilató más aún su reputación como humanista. Para él, cualquier visión de la mitología implicaba una visión del hombre — y por lo tanto la teología siempre tenía que ser al mismo tiempo antropología. En este espíritu humanista, Kerényi se definió como un estudioso tanto filológico-histórico como psicológico.
En años posteriores Kerényi desarrolló aún más su interpretación psicológica y sustituyó el concepto de arquetipos con el que denominó Urbild. Esto se hizo particularmente evidente en algunas de sus publicaciones más importantes, como Prometheus y, sobre todo, Dionysos, probablemente el trabajo más importante de Kerényi, que había ideado en 1931 y que terminó de escribir en 1969.
Kerényi, por lo tanto, contempló los aspectos de la religión griega no como curiosidades sino como expresiones de una experiencia humana verdadera. Como historiador del mito, tal y como este se hallaba integrado en los detalles de la cultura helénica, su «existencia social característica» como lo expresó, Kerényi opuso su «pensamiento diferenciado sobre las realidades concretas de la vida humana» al «pensamiento sumario» que representaba para él la influencia de James Frazer en el estudio de los pueblos de la Antigüedad y especialmente de la religión griega.

### Kerényi como antropólogo cultural

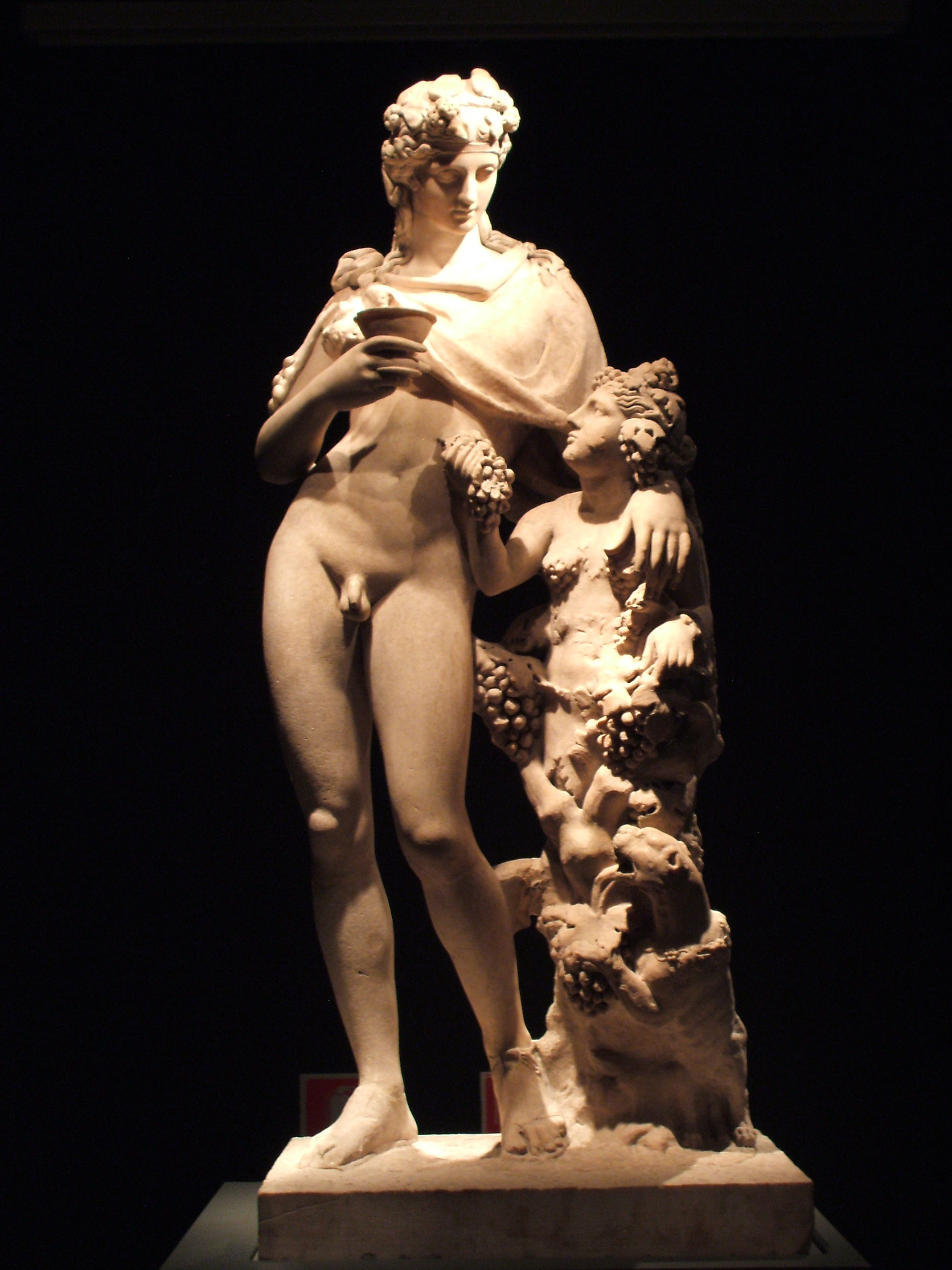
Dioniso, tema central del que probablemente sería el trabajo más importante de Kerényi: Dionisos. Raíz de la vida indestructible.

Sobre todo como resultado de su propia experiencia personal, Károly Kerényi destacó el papel del filólogo como intérprete, según el cual:

cuanto mejor interpreta, más se convierte él mismo en sujeto, tanto como receptor como mensajero. Toda su esencia y ser, su estructura y sus propias vivencias, se convierten en un factor que no puede pasarse por alto para la interpretación.

En este sentido, la comprensión de la ciencia de Kerényi resultaba muy moderna para 1944. En una época en la que las ciencias humanas intentaban establecerse como objetivas y científicas, reconoció que el único medio para lograr la objetividad científica era revelando la propia subjetividad individual de cada estudioso.
Kerényi también anticipó un cambio de paradigma de finales del siglo XX, al suscribirse a un enfoque interdisciplinario que combinaba las materias de las ciencias humanas, incluida la literatura, el arte, la historia, la filosofía y la religión. La inclusión de la escritura de ficción en sus estudios de mitología y humanismo también está documentada por las publicaciones de su correspondencia con Thomas Mann y Hermann Hesse. Kerényi publicó una serie de reflexiones ulteriores sobre el humanismo europeo en 1955 con el título Geistiger Weg Europas (El viaje intelectual de Europa).
Entre las numerosas personalidades con las que Kerényi mantuvo una importante interacción personal y académica estuvieron los poetas húngaros László Németh, Antal Szerb y Pál Gulyás, el psicólogo Leopold Szondi, el escritor Otto Heuschele y el historiador Carl Jacob Burckhardt. Gracias a su estilo ensayístico, Kerényi logró hablar un lenguaje que era accesible para muchas personas fuera del mundo académico, pero esto le supuso también un relativo aislamiento de la filología académica.
En Hungría, los logros científicos de Károly Kerényi fueron accesibles durante su vida solo a un pequeño círculo de intelectuales. De todas sus publicaciones solo unas pocas han sido editadas en húngaro. Como un prominente miembro del antiguo establecimiento intelectual húngaro y portador de un nombre aristocrático, fue desterrado de la vida cultural húngara desde los años 1940 por ser demasiado liberal, primero por los gobiernos pronazis de extrema derecha y más tarde por el régimen comunista. Incluso aunque Kerényi fuera defendido ferozmente por famosos escritores húngaros como Laszlo Németh y Antal Szerb, hubo que esperar hasta la década de 1980 antes de que tuviera lugar su completa rehabilitación moral y académica.
El escritor húngaro Antal Szerb se inspiró en parte en Károly Kerényi para crear el personaje de Rudi Waldheim en su novela Utas és holdvilág (El viajero y la luz de la luna).

## Honores y premios
- 1929: Becario en el Instituto arqueológico alemán de Atenas
- 1931: Medalla de honor de Jorge I de Grecia
- 1946: Premio Baumgarten
- 1947: Becario de la Bollingen Foundation (mantenido hasta 1973)
- 1961: Miembro de la Royal Norwegian Society of Sciences and Letters
- 1963: Doctor honoris causa de la Facultad de Teología de la Universidad de Upsala
- 1969: Medalla de oro de la Humboldt Society
- 1970: Anillo Pirckheimer de la ciudad de Núremberg
- 1989: Post mortem: miembro de la Academia de Ciencias de Hungría
- 1990: Premio Széchenyi del gobierno húngaro.

## Obra
Primeras ediciones:

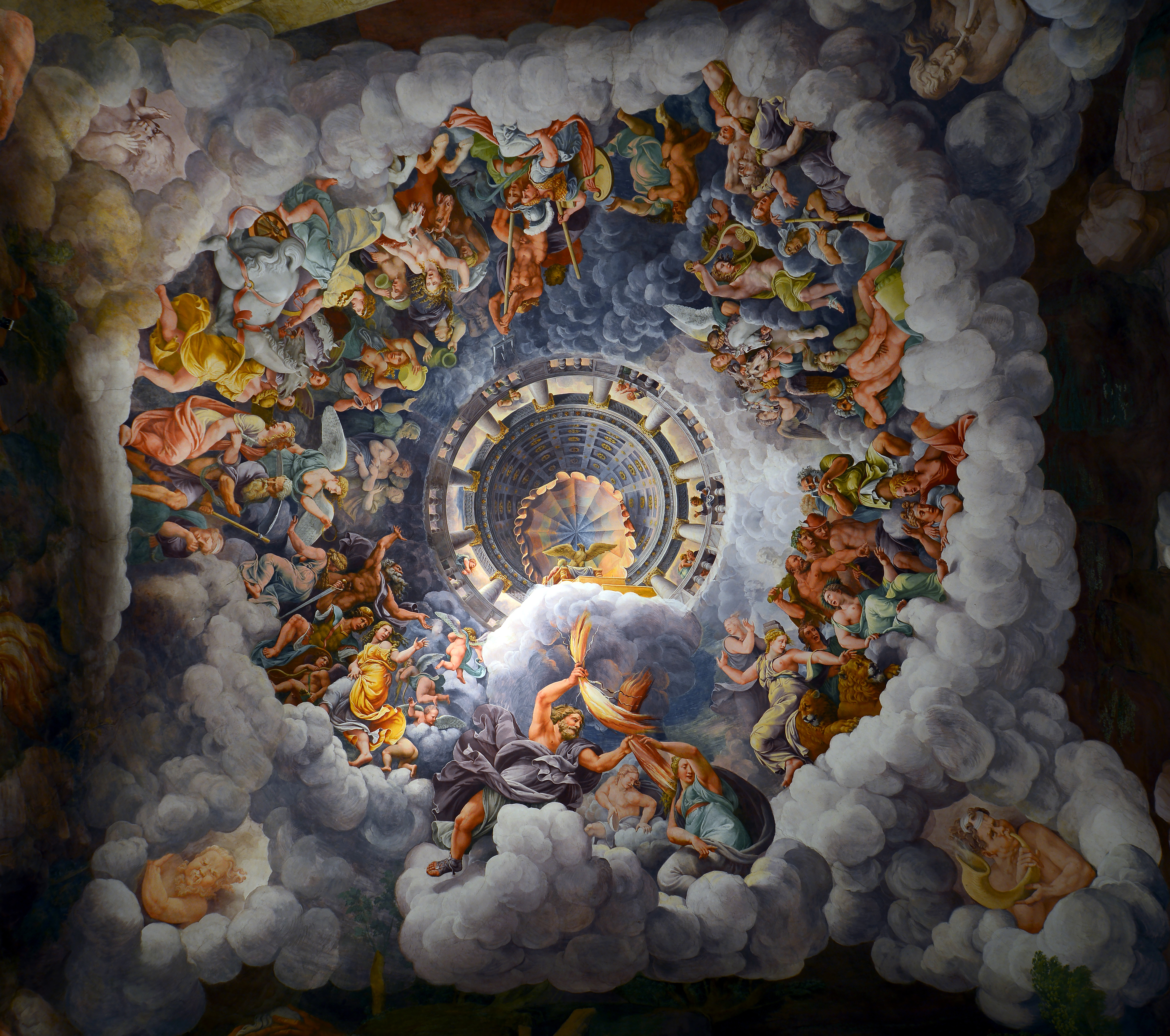
Giulio Romano, La caída de los gigantes (1532-1535), fresco que cubre el techo de la Sala de los gigantes en el Palacio del Té, Mantua. Imagen de portada de la edición alemana de Die Mythologie der Griechen (La mitología de los griegos).

- Apollon. Studien über antike Religion und Humanität (Apolo: el viento, el espíritu y el dios) (1937)
- Das ägäische Fest. Die Meergötterszene in Goethes Faust II (1941)
- Der Mythos der Hellenen in Meisterwerken der Münzkunst (1941)
- Einführung in das Wesen der Mythologie (C. G. Jung/Károly Kerényi) (Introducción a la esencia de la mitología) (1942)
- Pseudo-Antisthenés, beszélgetések a szerelemről (1943)
- Hermes, der Seelenführer (Hermes, el conductor de almas) (1943)
- Mysterien der Kabiren (Misterios de los Cabiros) (1944)
- Töchter der Sonne, Betrachtungen über griechische Gottheiten (Diosas del Sol y la Luna) (1944)
- Bachofen und die Zukunft des Humanismus. Mit einem Intermezzo über Nietzsche und Ariadne (1945)
- Die Geburt der Helena samt humanistischen Schriften aus den Jahren 1943-45 (1945)
- Prometheus. Das griechische Mythologem von der menschlichen Existenz (Prometeo: imagen arquetípica de la existencia humana) (1946)
- Der Göttliche Arzt. Studien über Asklepius und seine Kultstätte (El médico divino) (1948)
- Niobe. Neue Studien über Antike Religion und Humanität (1949)
- Mensch und Maske (1949)
- Pythagoras und Orpheus. Präludien zu einer zukünftigen Geschichte der Orphik und des Pythagoreismus (1950)
- Labyrinth-Studien (En el laberinto) (1950)
- Die Mythologie der Griechen (La mitología de los griegos)
  - Vol. 1: Die Götter - und Menschheitsgeschichten (Los dioses de los griegos) (1951)
  - Vol. 2: Die Heroen der Griechen (Los héroes de los griegos) [más tarde publicado también como Heroengeschichten o Heroen-Geschichten] (1958)
- Die Jungfrau und Mutter der griechischen Religion. Eine Studie über Pallas Athene (Atenea: virgen y madre en la religión griega) (1952)
- Stunden in Griechenland, Horai Hellenikai (1952)
- Unwillkürliche Kunstreisen. Fahrten im alten Europa 1952 (1954)
- Geistiger Weg Europas: Fünf Vorträge über Freud, Jung, Heidegger, Thomas Mann, Hofmannsthal, Rilke, Homer und Hölderlin, Zürich (1955)
- Umgang mit Göttlichem (1955)
- Griechische Miniaturen (1957)
- Gespräch in Briefen (Mitología y humanismo: la correspondencia de Thomas Mann y Karl Kerényi) (Thomas Mann/Károly Kerényi) (1960)
- Streifzüge eines Hellenisten, Von Homer zu Kazantzakis (1960)
- Der frühe Dionysos (1961)
- Prometheus – Die menschliche Existenz in griechischer Deutung (1962)
- Die Mysterien von Eleusis (Eleusis: imagen arquetípica de la madre e hija) (1962)
- Tessiner Schreibtisch (1963)
- Die Religion der Griechen und Römer (La religión de los griegos y los romanos) (1963)
- Die Eröffnung des Zugangs zum Mythos (1967)
- Der antike Roman (1971)
- Briefwechsel aus der Nähe (Hermann Hesse/Károly Kerényi) (1972)
- Zeus und Hera. Urbild des Vaters, des Gatten und der Frau (Zeus y Hera: imagen arquetípica del padre, marido y mujer) (1972)
- Oedipus Variations: Studies in Literature and Psychoanalysis (James Hillman/Károly Kerényi) (1991).

Obras completas:
- Obras completas en volúmenes individuales, Magda Kerényi (ed.). Ocho partes en nueve volúmenes. Langen-Müller, Múnich 1966–1988
  - Volumen 1: Humanistische Seelenforschung (1966)
  - Volumen 2: Auf Spuren des Mythos (1967)
  - Volumen 3: Tage- und Wanderbücher 1953–1960 (1969)
  - Volumen 4: Apollon und Niobe (1980)
  - Volumen 5: Wege und Weggenossen (2 volúmenes, 1985 y 1988)
  - Volumen 6: (no publicado)
  - Volumen 7: Antike Religion (La religión antigua) (1971)
  - Volumen 8: Dionysos: Urbild des unzerstörbaren Lebens (Dionisos: Raíz de la vida indestructible) (1976).

- Obras completas en volúmenes individuales, Magda Kerényi (ed.). Cinco volúmenes. Klett-Cotta, Stuttgart 1994–1998
  - Volumen 1: Dionysos: Urbild des unzerstörbaren Lebens (1994) (Versión en castellano Dionisios. Raíz de la vida indestructible. Herder Editorial. 2011.)
  - Volumen 2: Antike Religion (1995) (Versión en castellano La religión antigua. Herder Editorial. 2012.)
  - Volumen 3: Humanistische Seelenforschung (1996)
  - Volumen 4: Die Mythologie der Griechen (dos volúmenes, 1997) (versión en castellano La mitología de los griegos. Ediciones Atalanta. 2009/2023.)
  - Volumen 5: Urbilder der griechischen Religion: Asklepios. Prometheus. Hermes. Und die Mysterien der Kabiren (1998) (versión en castellano: Imágenes primigenias de la religión griega. Sexto Piso Editorial. 2022.)[28]

## Edición en español
- Imágenes primigenias de la religión griega. Volumen íntegro incluyendo las cuatro obras: «El médico divino», «Hermes, el conductor de almas», «Misterios de los Cabiros» y «Prometeo», 452 páginas, traducción Brigitte Kiemann, Colección Ensayo. Sexto Piso Editorial. 2022. ISBN 978-84-19261-16-8.
- La mitología de los griegos. Obra completa. Dos volúmenes. Colección Imaginatio Vera. Vilaür: Ediciones Atalanta. 2009/2023.

1. Volumen I: Los dioses de los griegos (Segunda edición). Prólogo Luis Alberto de Cuenca, traducción Jaime López-Sanz. 2021, 2023. ISBN 978-84-122130-3-4.
2. Volumen II: Los héroes griegos (Segunda edición). Prólogo Jaume Pórtulas, traducción Cristina Serna. 2009, 2021. ISBN 978-84-122130-6-5.

- La religión antigua. Barcelona: Herder Editorial. 2012 [1999]. ISBN 978-84-254-2844-9.
- Dionisios. Raíz de la vida indestructible. Barcelona: Editorial Herder. 2011. ISBN 978-84-254-2842-5.
- Imágenes primigenias de la religión griega. Obra completa. Cuatro volúmenes. Colección Noesis. México/Madrid: Sexto Piso Editorial. 2009/2011.

1. Volumen I: El médico divino: Asclepio. 2009. ISBN 978-84-96867-48-2.
2. Volumen II: Hermes, el conductor de almas. 2010. ISBN 978-84-96867-61-1.
3. Volumen III: Misterios de los Cabiros. 2011. ISBN 978-84-96867-76-5.
4. Volumen IV: Prometeo. Interpretación griega de la existencia humana. 2011. ISBN 978-84-96867-82-6.

- En el laberinto. Colección El Árbol del Paraíso 48. Madrid: Ediciones Siruela. 2006. ISBN 978-84-7844-973-6.
- Eleusis: imagen arquetípica de la madre y la hija. Colección El Árbol del Paraíso 36. Madrid: Ediciones Siruela. 2004. ISBN 978-84-7844-772-5.
- Kerényi, Károly & Jung, Carl Gustav (2004). Introducción a la esencia de la mitología. Biblioteca de Ensayo. Serie Mayor 33. Madrid: Editorial Siruela. ISBN 978-84-7844-753-4.